# Qualificazioni al campionato europeo maschile di pallamano 2016

## Regolamento
Si sono iscritte 39 squadre. La Polonia è qualificata automaticamente come nazione organizzatrice. Le altre 38 competono per i 15 posti rimasti in due diverse fasi di qualificazione.

Le 9 squadre che partecipavano alla prima fase sono state divise in tre gironi di tre squadre ciascuno. Le prime di ogni girone hanno affrontato in incontri di andata e ritorno le tre peggiori quarte classificate della seconda fase delle qualificazioni al campionato europeo maschile di pallamano 2014.

## Prima fase

### Girone 1
| Squadra     | Punti | G | V | N | P | GF  | GS  | DR  |
| ----------- | ----- | - | - | - | - | --- | --- | --- |
| Finlandia   | 7     | 4 | 3 | 1 | 0 | 113 | 83  | +30 |
| Lussemburgo | 3     | 4 | 1 | 1 | 2 | 97  | 91  | +6  |
| Cipro       | 2     | 4 | 1 | 0 | 3 | 77  | 113 | -36 |

| Karis 31 ottobre 2012, ore 19:00 UTC+2 | Finlandia | 28 – 21 (12-11) | Lussemburgo | Sisu Arena |

| Nicosia 4 novembre 2012, ore 18:00 UTC+2 | Cipro | 21 – 26 (7-13) | Finlandia | University of Cyprus Athletic Center |

| Lussemburgo 3 aprile 2013, ore 19:30 UTC+2 | Lussemburgo | 16 – 17 (7-9) | Cipro | d'Coque |

| Lussemburgo 6 aprile 2013, ore 17:00 UTC+2 | Lussemburgo | 24 – 24 (9-14) | Finlandia | d'Coque |

| Nicosia 12 giugno 2013, ore 20:00 UTC+3 | Cipro | 22 – 36 (15-17) | Lussemburgo | University of Cyprus Athletic Center |

| Kirkkonummi 15 giugno 2013, ore 17:30 UTC+3 | Finlandia | 35 – 17 (19-6) | Cipro | Varuboden Areena |

### Girone 2
| Squadra       | Punti | G | V | N | P | GF  | GS  | DR  |
| ------------- | ----- | - | - | - | - | --- | --- | --- |
| Grecia        | 8     | 4 | 4 | 0 | 0 | 135 | 86  | +49 |
| Italia        | 4     | 4 | 2 | 0 | 2 | 136 | 109 | +27 |
| Gran Bretagna | 0     | 4 | 0 | 0 | 4 | 83  | 159 | -76 |

| Loutraki 31 ottobre 2012, ore 17:30 UTC+2 | Grecia | 43 – 14 (17-8) | Gran Bretagna | Stadio Georgios Galanopoulos |

| Lavis 3 novembre 2012, ore 20:00 UTC+1 | Italia | 25 – 31 (17-14) | Grecia | Palavis |

| Motherwell 4 aprile 2013, ore 19:00 UTC+1 | Gran Bretagna | 23 – 47 (13-24) | Italia | Ravenscraig Regional Sports Facility |

| Londra 7 aprile 2013, ore 15:00 UTC+1 | Gran Bretagna | 20 – 32 (12-16) | Grecia | Crystal Palace National Sports Centre |

| Lavis 12 giugno 2013, ore 20:30 UTC+2 | Italia | 37 – 26 (18-13) | Gran Bretagna | Palavis |

| Larissa 15 giugno 2013, ore 20:00 UTC+3 | Grecia | 29 – 27 (16-13) | Italia | Larisa Neapolis |

### Girone 3
| Squadra | Punti | G | V | N | P | GF  | GS  | DR   |
| ------- | ----- | - | - | - | - | --- | --- | ---- |
| Estonia | 8     | 4 | 4 | 0 | 0 | 152 | 75  | +77  |
| Belgio  | 4     | 4 | 2 | 0 | 2 | 111 | 87  | +24  |
| Irlanda | 0     | 4 | 0 | 0 | 4 | 52  | 153 | -101 |

| Kehra 31 ottobre 2012, ore 18:30 UTC+2 | Estonia | 44 – 13 (20-4) | Irlanda | Sporthall |

| Neerpelt 3 novembre 2012, ore 20:30 UTC+1 | Belgio | 24 – 31 (12-17) | Estonia | Provinciaal Sportcentrum Dommelhof |

| Dublino 4 aprile 2013, ore 19:00 UTC+1 | Irlanda | 12 – 28 (8-11) | Belgio | UCD Sports Centre |

| Dublino 6 aprile 2013, ore 14:00 UTC+1 | Irlanda | 15 – 45 (6-21) | Estonia | UCD Sports Centre |

| Tournai 12 giugno 2013, ore 20:00 UTC+2 | Belgio | 36 – 12 (18-4) | Irlanda | Hall de la C.E.T. |

| Viljandi 16 giugno 2013, ore 18:00 UTC+3 | Estonia | 32 – 23 (14-11) | Belgio | Viljandi Sporthall |

## Play-off
Le partite di andata si sono giocate il 2 aprile 2014, quelle di ritorno il 4 e il 5 aprile.
| Squadra 1 | Totale  | Squadra 2            | Andata  | Ritorno |
| --------- | ------- | -------------------- | ------- | ------- |
| Romania   | 61 – 62 | Finlandia            | 32 – 30 | 29 – 32 |
| Grecia    | 45 – 55 | Bosnia ed Erzegovina | 23 – 28 | 22 – 27 |
| Estonia   | 58 – 65 | Svizzera             | 26 – 34 | 32 – 31 |

## Seconda fase

### Gruppo 1
| Pos | Squadra     | G | V | N | P | GF  | GS  | DG  | Pt | Qualificazione |
| --- | ----------- | - | - | - | - | --- | --- | --- | -- | -------------- |
| 1   | Croazia     | 6 | 5 | 0 | 1 | 191 | 148 | +43 | 10 | Qualificato    |
| 2   | Norvegia    | 6 | 5 | 0 | 1 | 182 | 152 | +30 | 10 | Qualificato    |
| 3   | Paesi Bassi | 6 | 2 | 0 | 4 | 155 | 174 | −19 | 4  |                |
| 4   | Turchia     | 6 | 0 | 0 | 6 | 141 | 195 | −54 | 0  |                |

### Gruppo 2
| Pos | Squadra              | G | V | N | P | GF  | GS  | DG  | Pt | Qualificazione |
| --- | -------------------- | - | - | - | - | --- | --- | --- | -- | -------------- |
| 1   | Danimarca            | 6 | 6 | 0 | 0 | 181 | 144 | +37 | 12 | Qualificato    |
| 2   | Bielorussia          | 6 | 2 | 2 | 2 | 158 | 167 | −9  | 6  | Qualificato    |
| 3   | Bosnia ed Erzegovina | 6 | 1 | 2 | 3 | 136 | 140 | −4  | 4  |                |
| 4   | Lituania             | 6 | 1 | 0 | 5 | 140 | 164 | −24 | 2  |                |

### Gruppo 3
| Pos | Squadra    | G | V | N | P | GF  | GS  | DG  | Pt | Qualificazione |
| --- | ---------- | - | - | - | - | --- | --- | --- | -- | -------------- |
| 1   | Svezia     | 6 | 5 | 1 | 0 | 182 | 134 | +48 | 11 | Qualificato    |
| 2   | Slovenia   | 6 | 4 | 1 | 1 | 185 | 149 | +36 | 9  | Qualificato    |
| 3   | Lettonia   | 6 | 2 | 0 | 4 | 133 | 182 | −49 | 4  |                |
| 4   | Slovacchia | 6 | 0 | 0 | 6 | 130 | 165 | −35 | 0  |                |

### Gruppo 4
| Pos | Squadra    | G | V | N | P | GF  | GS  | DG  | Pt | Qualificazione |
| --- | ---------- | - | - | - | - | --- | --- | --- | -- | -------------- |
| 1   | Islanda    | 6 | 4 | 1 | 1 | 191 | 137 | +54 | 9  | Qualificato    |
| 2   | Serbia     | 6 | 3 | 2 | 1 | 153 | 152 | +1  | 8  | Qualificato    |
| 3   | Montenegro | 6 | 3 | 1 | 2 | 146 | 152 | −6  | 7  | Qualificato    |
| 4   | Israele    | 6 | 0 | 0 | 6 | 134 | 183 | −49 | 0  |                |

### Gruppo 5
| Pos | Squadra    | G | V | N | P | GF  | GS  | DG  | Pt | Qualificazione |
| --- | ---------- | - | - | - | - | --- | --- | --- | -- | -------------- |
| 1   | Ungheria   | 6 | 6 | 0 | 0 | 178 | 151 | +27 | 12 | Qualificato    |
| 2   | Russia     | 6 | 4 | 0 | 2 | 174 | 168 | +6  | 8  | Qualificato    |
| 3   | Portogallo | 6 | 2 | 0 | 4 | 183 | 176 | +7  | 4  |                |
| 4   | Ucraina    | 6 | 0 | 0 | 6 | 148 | 188 | −40 | 0  |                |

### Gruppo 6
| Pos | Squadra   | G | V | N | P | GF  | GS  | DG  | Pt | Qualificazione |
| --- | --------- | - | - | - | - | --- | --- | --- | -- | -------------- |
| 1   | Francia   | 6 | 6 | 0 | 0 | 201 | 145 | +56 | 12 | Qualificato    |
| 2   | Macedonia | 6 | 3 | 1 | 2 | 161 | 154 | +7  | 7  | Qualificato    |
| 3   | Rep. Ceca | 6 | 2 | 1 | 3 | 163 | 185 | −22 | 5  |                |
| 4   | Svizzera  | 6 | 0 | 0 | 6 | 135 | 176 | −41 | 0  |                |

### Gruppo 7
| Pos | Squadra   | G | V | N | P | GF  | GS  | DG  | Pt | Qualificazione |
| --- | --------- | - | - | - | - | --- | --- | --- | -- | -------------- |
| 1   | Spagna    | 6 | 5 | 0 | 1 | 184 | 132 | +52 | 10 | Qualificato    |
| 2   | Germania  | 6 | 5 | 0 | 1 | 172 | 145 | +27 | 10 | Qualificato    |
| 3   | Austria   | 6 | 2 | 0 | 4 | 148 | 161 | −13 | 4  |                |
| 4   | Finlandia | 6 | 0 | 0 | 6 | 126 | 192 | −66 | 0  |                |